# Mongolocoris
Mongolocoris is een geslacht van wantsen uit de familie van de Saldidae (Oeverwantsen). Het geslacht werd voor het eerst wetenschappelijk beschreven door Ryzhkova in 2012.

## Soorten
Het genus is monotypisch en bevat alleen de volgende soort:

- Mongolocoris tibialis Popov, 1986